# Gyalecta
Gyalecta Ach. (wgłębniczek) – rodzaj grzybów z rodziny Gyalectaceae. Ze względu na współżycie z glonami zaliczany jest do grupy porostów.

## Systematyka i nazewnictwo
Pozycja w klasyfikacji według Index Fungorum: Gyalectaceae, Gyalectales, Lecanoromycetidae, Lecanoromycetes, Pezizomycotina, Ascomycota, Fungi.
Synonimy nazwy naukowej: Gyalectomyces E.A. Thomas ex Cif. & Tomas., Phialopsis Körb., Secoliga Norman, Volvaria DC.
Nazwa polska według W. Fałtynowicza.

## Gatunki występujące w Polsce
- Gyalecta biformis (Körb.) H. Olivier 1911 – wgłębniczek karkonoski
- Gyalecta derivata (Nyl.) H. Olivier 1911 – wgłębniczek kroacki
- Gyalecta flotovii Körb. 1855[4] – wgłębniczek Flotowa
- Gyalecta foveolaris (Ach.) Schaer. 1836 – wgłębniczek dziobaty
- Gyalecta geoica (Wahlenb.) Ach. 1808 – wgłębniczek ziemny
- Gyalecta herculina (Rehm) Baloch, Lumbsch & Wedin 2013 – tzw. igielniczka mocna
- Gyalecta incarnata (Th. Fr. & Graewe) Baloch & Lücking 2013 – tzw. igielniczka wyblakła
- Gyalecta jenensis (Batsch) Zahlbr. 1924 – wgłębniczek jenajski
- Gyalecta leucaspis (Kremp. ex A. Massal.) Zahlbr. 1905[4] – wgłębniczek blady
- Gyalecta russula (Körb. ex Nyl.) Baloch, Lumbsch & Wedin 2013 – tzw. igielniczka czerwonawa
- Gyalecta subclausa Anzi 1866[4] – wgłębniczek zamknięty
- Gyalecta truncigena (Ach.) Hepp 1853 – wgłębniczek pienny
- Gyalecta ulmi (Sw.) Zahlbr. 1890 – wgłębniczek wiązowy

Nazwy naukowe na podstawie Index Fungorum. Nazwy polskie według W. Fałtynowicza.